# Veille juridique et réglementaire
 (juin 2018).
La veille réglementaire est l'activité d'anticipation des réglementations nationales ou internationales susceptibles d'avoir une influence sur les activités ou la stratégie de l'entreprise.
Elle constitue une modalité de la veille juridique, plus vaste qui suit non seulement les réglementations mais également l'application de la norme à travers les multiples jurisprudences issues des autorités juridictionnelles sans oublier les travaux d'interprétation de la doctrine établie par les praticiens et experts du droit.
Exemples :
- Anticipation de l'adoption d'une nouvelle loi ;
- Pénétration - en toute légalité - des marchés étrangers soumis à des règles nationales contraignantes.

## Dans l'Union européenne
La veille réglementaire est devenue un enjeu crucial dans le cadre de l'intégration économique européenne. En effet, les directives européennes établies dans le cadre du premier pilier ont un impact profond sur le fonctionnement des entreprises, grandes et petites.
Autant les grandes entreprises sont généralement bien armées par rapport au changement de l'environnement réglementaire, autant les petites et moyennes entreprises (PME) se laissent souvent surprendre par les changements réglementaires, ce qui peut conduire à des situations très difficiles à gérer.

## Organisations chargées de la veille réglementaire
En général, les grandes entreprises élaborent elles-mêmes leur veille réglementaire dont le champ est fixé par leurs activités au sein d'une veille juridique dédiée. À cette fin, elles disposent de juristes d'entreprise affectés à cette tâche qui assument cette veille mais également l'analyse d'impact des textes produits par les autorités publiques. Dans le cas de veilles réglementaires techniques, les ingénieurs et techniciens assurent cette veille qui se retrouve dans des directions non juridiques (stratégie, directions techniques). Si la réglementation est alors parfaitement cernée, les subtilités de l'interprétation juridique (jurisprudence, doctrine) ont plus de chance d'être mises de côté.
Pour les PME, en revanche, la situation est très différente. Elles sont souvent peu sensibilisées à ces questions, et ne disposent généralement pas de juristes. Leurs fédérations professionnelles générales et/ou spécialisées auxquelles elles sont adhérentes leur apportent cette veille qui suppose néanmoins un travail d'adaptation interne générale confié au responsable administratif, financier ou comptable. Pour les PME qui ont une assistance juridique externe et sont sensibilisés à leur sécurité juridique, leur avocat peut être chargé de cette veille en continu. Il est également possible d'externaliser sa veille réglementaire via des sociétés spécialisées proposant des applications en ligne permettant de disposer des textes applicables et d'évaluer sa conformité au regard de ces textes.

## Obligation de réalisation d'une veille réglementaire
Toute entreprise doit réaliser une veille réglementaire. Cependant, certaines normes relatives aux systèmes de management de l’Énergie (ISO 50001), de l'Environnement (ISO 14001) et de la Santé-Sécurité (OHSAS 18001 et ISO 45001) imposent la réalisation d'une veille réglementaire, les entreprises auditées devant par la suite démontrer la mise en place d'une veille réglementaire.

## Veille et lobbying
La veille législative et politique fait pleinement partie de l'activité des lobbyistes, des activistes et chargés de plaidoyer, et des acteurs de l'influence en général.